# نییرمیهایدی
{{Infobox Hungarian settlement
|name=نییرمیهایدی
|image_skyline=
|image_alt=
|image_caption=
|county=سابولچ-ساتمار-برگ
|area_total_km2=۲۵٫۵
|population_total=۱۹۹۵
|population_as_of=۲۰۱۱
|population_density_km2=auto
|population_footnotes=
|postal_code_type=کد پستی
|postal_code=۴۳۶۳
|area_code=۷۴
|pushpin_label_position=
| website = www.nyirmihalydi.huنییرمیهایدی (به مجاری:  Nyírmihálydi) یک شهرداری در مجارستان است که در ناحیه نییرباتور واقع شده‌است. نییرمیهایدی ۲۵٫۵ کیلومتر مربع مساحت و ۱٬۹۹۵ نفر جمعیت دارد.